# Estelar
Estelar (Starfire no original; literalmente Fogo Estelar ou Estrela de Fogo), também conhecida por seu verdadeiro nome, Koriand'r, é uma personagem fictícia de histórias em quadrinhos publicadas pela editora americana DC Comics, sendo a segunda princesa nascida da família real do planeta alienígena Tamaran e que juntamente com Ravena e Ciborgue é uma personagem criada por Marv Wolfman e George Pérez exclusivamente para a estreia dos Novos Titãs em 1980 na edição #26 da série DC Comics Presents.
Em 2013, o IGN fez um Top 25 Heróis da DC Comics, no qual Estelar ficou em 21° lugar.

## Origem
A princesa Koriand'r nasceu no planeta Tamaran, um planeta governado pelas emoções, no qual os habitantes tem a habilidade de absorver energia solar e transformar essa energia, tornando-os capazes de voar. Sua irmã mais velha, Komander (conhecida também como Estrela Negra), desenvolveu uma doentia rivalidade com ela depois de sofrer uma rara deficiência na infância, que a impedia de absorver energia solar, tornando-a incapaz de voar e como consequência negando seu direito ao trono. Esta rivalidade se intensificou quando as irmãs foram enviadas para treinar combate corpo a corpo com mestres guerreiros de Okaara, e durante um dos exercícios, Komand'r tentou matar sua irmã. Como resultado Komand'r foi expulsa e jurou vingança.
Então, como parte de sua vingança, Komand'r traiu seu planeta e forneceu informações detalhadas sobre a defesa de Tamaran aos seus inimigos, a Cidadela (Citadel, em inglês). Eles conquistaram Tamaran com facilidade, e a princesa Koriander foi entregue pela irmã como escrava em troca da não invasão do planeta, e como parte do tratado, Kori não poderia voltar, caso contrário a Cidadela voltaria para destruir seu planeta. Quando Koriander tirou a vida a um dos seus algozes, Komander resolveu executá-la pessoalmente. No entanto, ambas foram atacadas e sequestradas pelos Psions, uma raça alienígena de cientistas sádicos, especializados em bioengenharia. Submetidas a sinistros experimentos científicos, as duas irmãs conseguiram escapar devido à distração causada pelo ataque das forças de Komander à base dos Psions. Usando a sua recém-adquirida capacidade de disparar rajadas energéticas, Koriander libertou Komander, que ainda estava a absorver energia. Gesto compassivo que a vilã retribuiu usando as suas novas habilidades.  O calvário da princesa só chegaria ao fim quando conseguiu escapar do seu cativeiro a bordo de uma espaçonave roubada. Perseguida por caças da Cidadela, Koriander entrou na órbita da Terra, onde foi recapturada. Sendo, porém, prontamente libertada graças à intervenção dos Titãs, equipe de jovens super-heróis liderada por Robin (Dick Grayson). Após uma grande batalha, os guerreiros da Cidadela que não foram destruídos, fugiram. Koriander ficou na Terra e passou a fazer parte dos Jovens Titãs, com o nome de Estelar. Desde a primeira vez que viu Dick Grayson (na época Robin) Estelar se apaixonou perdidamente por ele. Porém Dick demorou a corresponder a esse amor e acabou à decepcionando algumas vezes.
Estelar era extremamente gentil e inocente, mas quando ameaçada reagia violentamente, com uma fúria que precisava ser contida por Dick. Tem a pele dourada e os olhos verdes, como todos os Tamaraneanos. Ela é alta e seu traje em tons de roxo e violeta deixa grande parte de seu corpo à mostra.
Antes do evento chamado Crise Infinita, Estelar estava atuando nos Renegados. 

## Os Novos 52
Como consequência dos eventos do Flashpoint, todo o Universo DC foi reiniciado e a história de Estelar reescrita.
Em sua nova origem, Koriand'r nasceu no planeta Tamaran como uma princesa e segunda na linha de sucessão ao trono, crescendo em amor e alegria com os pais e sua amada irmã, Komand'r. Ainda criança, Kori viu seu povo ser massacrado pela raça da Cidadela, além de ter perdido seus pais. Komand'r fora elevada ao posto de rainha com apenas 14 anos e teve de vender a irmã mais nova para escravidão para manter a "paz" com a Cidadela.
Durante seu tempo como escrava, Kori sofreu com o trabalho forçado, a fome, a tortura e o abusos. Durante suas sessões de experimentos científicos torturantes com os Psions, Kori teve seu meta-gene até então adormecido despertado, dando a ela incríveis poderes que a jovem usaria contra um dos soldados da Cidadela. Assustados com poder da garota, seus senhores passaram a drogá-la com uma forte substância da qual Kori tornou-se viciada. No entanto, depois de conhecer o guarda da Cidadela albino Orn e o dominador Depalo, Kori passou a lutar contra seu vício, além de se dedicar a estudar e melhorar sua habilidades nas artes da guerra. Depois de semanas de planejamento, Kori e outros prisioneiros armaram uma emboscada e foram capazes de tomar o controle da nave escravista S.S. Estelar, onde estavam presos. Depois dessa conquista, alguns escravos se uniram a Koriand'r como sua equipe e retornaram com ela para Tamaran, onde unidos derrubaram a Cidadela e os expulsaram do planeta.
Kori não conseguia perdoar a irmã pelo que ela havia feito, mas queria mostrar amor por servir Tamaran, mesmo que tal amor já não existisse. Durante quase um ano, Kori serviu com embaixadora de Tamaran pela galáxia, até perceber que não podia continuar fingindo ser algo que não era, uma pessoa exemplar e seguidora de leis, e decidiu viajar sozinha pelas estrelas a fim de se descobrir. Durante sua viagem, Kori acabou por cair com sua nave na Terra.
Na Terra, Koriand'r, agora conhecida como Estelar, conheceu de maneira desconhecida Capuz Vermeho (Jason Todd) e Arsenal (Roy Harper), tornando-se sua amiga e parceira na luta ao crime. Juntos, eles fundaram uma equipe de jovens heróis que mais tarde ganhou novos membros. Kori acabou por se envolver romanticamente com Jason durante esse período. De maneira não explicada, os dois romperam e a equipe foi dissolvida, levando Estelar a se isolar na ilha deserta em que sua nave caiu.

## Relacionamentos
Quando membro dos Titãs, Koriand'r era frequentemente envolvida romanticamente com Robin. Ela já foi casada duas vezes, ambas com homens tamaraneanos: Primeiramente com o Príncipe Karras para selar um tratado de paz; e depois com o General Phy'zzon por amor. Ambos Karras e Phy'zzon morreram em batalha.
Entre estes, ela quase se casou com Dick Grayson, mas seu casamento foi interrompido por Ravena (que estava possuída por seu pai). Ravena mata o padre antes que ele pudesse pronunciar Dick e Kori como marido e mulher. O relacionamento já estava com dificuldades, e o ataque permitiu que os dois nunca mais tivessem um relacionamento sério.
Na linha do tempo do Reino do Amanhã, Dick e Kori se casaram e tiveram uma filha que herdou os poderes da mãe: Mar'i Grayson, melhor conhecida como a heroína Nightstar.
Em Capuz Vermelho e os foras da lei, chega a esquecer do seu relacionamento com Dick e acaba se encantando por Jason Todd após salvar sua vida, ocorrendo um relacionamento entre eles, além da forte atração que Jason sentia a todo momento ao lado dela, temendo a todo momento que ela se lembrasse de Dick e se afastasse dele. Na mesma série, Estelar chega a beijar o arqueiro-vermelho e construir uma grande amizade com ele.

## Poderes e habilidades
Os poderes da heroína derivam de sua fisiologia Tamaraniana, concebida para continuamente  absorver através da sua pele, a radiação emitida pelo raios solares, a fim de convertê-la em energia, possibilitando a sua capacidade de voar em velocidades altíssimas; podendo, inclusive, deslocar-se no espaço sideral, sem a necessidade de quaisquer aprimoramentos artificiais. 
A sua natureza alienígena, também lhe proporciona características muito superiores às de um ser humano comum, como força e durabilidade  a danos físicos intensos. No entanto, Koriander, ao ser submetida aos experimentos  de bioengenharia, executados pelos cientistas Psions, desenvolveu a capacidade de canalizar e projetar por suas mãos, a radiação  absorvida pelo seu organismo, na forma de rajadas incrivelmente poderosas; descritas como energia solar altamente concentrada.
Conforme o visto no arco  Renegados, Estelar é capaz, até mesmo, de descarregar uma demasiada quantidade de energia solar, armazenada em seu corpo, em uma forte explosão multidirecional, mais intensa que os seus raios estelares. 
Treinada pelos mestres guerreiros de Okaara, Koriander é excepcionalmente qualificada em inúmeras artes marciais; também manteve as suas habilidades e regime de treinamento com sua companheira de equipe dos Titãs, Donna Troy; já tendo superado a Amazona por diversas vezes, durante os seus  embates.  Além disso, assim como o seu povo, Estelar pode assimilar instantaneamente outros idiomas, através do contato físico com o seu respectivo falante; tal como fez com Dick Grayson, para aprender a falar em inglês. 

## Outras mídias

### Jovens Titãs
O desenho animado Teen Titans, é uma versão juvenil dos Novos Titãs dos quadrinhos. Todos os personagens aparecem em versões pré-adolescentes, com exceção de Kid Flash e Moça-Maravilha. Nesse desenho, Estelar continua sendo uma alienígena do planeta Tamaran, com as mesmas características físicas de sua versão adulta no quadrinhos. Sua personalidade é igual à original, alternando momentos de extrema meiguice (com os amigos) com os de grande ferocidade (com os inimigos). Ela é mais ingênua que a original, cometendo muito mais gafes e gerando muito mais situações cômicas (de acordo com o tom do desenho). Sua irmã, Komand'r, aparece  como Estrela Negra. Mas com um relacionamento menos brutal que a versão dos quadrinhos. 

### Jovens Titãs em Ação
Estelar retorna na série animada de 2013 com Hynden Walch reprisando seu papel. No entanto, ao contrário de sua encarnação anterior da série de 2003, Robin é mostrado tendo um amor platônico por ela. Nesta série, Estelar não retribui os sentimentos dele, chamando-o de "amigo" ou "irmão". Em O Encontro, ela vai a um encontro romântico com  Ricardito, uma referência ao seu romance com Roy em Capuz Vermelho e os Fora da Lei. Nesta versão, Estelar é mostrada ficando irritada com mais frequência. Sua raiva e fúria liberam uma enorme quantidade de explosões verdes brilhantes excepcionalmente fortes e destrutivas de energia chamadas "starbolts" que causam bastante dano e dor para seus inimigos.

### Titãs
Estelar também é mostrada como uma dos personagens principais na série da Netflix Titans, a sua primeira versão com uma atriz de verdade, interpretada por Anna Diop. Em Titãs, uma princesa do planeta Tamaran enviada para a Terra com a missão de impedir o retorno de Trigon a essa dimensão. A criatura tem poder para devastar planetas e sua única forma de retornar é através de Rachel Roth, sua filha. Usando a identidade de Kory Anders, ela segue o rastro da garota até a Austria, quando se envolve em um acidente de carro  que causa uma perda de memória recente. Após descobrir novas pistas de que a garota estava nos EUA, ela retorna para o país e auxilia Rachel a encontrar respostas sobre seu passado em uma investigação que a apresenta à Dick Grayson, policial que estava ajudando a garota a fugir dos acólitos de seu pai.

### Filmes
- Estelar é uma das protagonistas do filme dos Jovens Titãs, Teen Titans: Trouble in Tokyo, com Hynden Walch reprisando seu papel anterior da série animada. No filme, há um foco maior no relacionamento de Robin e Estelar, terminando com os dois compartilhando o tão esperado beijo romântico após Brushogun ser derrotado.
- Estelar aparece em Superman/Batman Inimigos Públicos, como parte da força de super-heróis que trabalham para Lex Luthor. Embora Jennifer Hale receba crédito de voz, Estelar tem participação mínima, e a única coisa que ela "diz" durante o filme são os efeitos vocais de sua luta com Superman. Seu visual no filme é muito parecido com o dos quadrinhos.
- Ela é uma personagem de grande importância em Teen Titans: The Judas Contract, O filme começa cinco anos no passado, com os antigos Jovens Titãs tendo seu primeiro contato com a Estelar, logo de cara já se vê sentimentos amorosos entre Kory e Dick, que se tornaram um casal no futuro. Mas tarde, como Asa Noturna, Dick partilha a liderança da equipe com a Estelar, onde é vista como a integrante mais e velha e madura do grupo.
- Estelar é protagonista e líder dos Jovens Titãs no filme Justice League vs. Teen Titans, e atua como uma dos cinco personagens principais em Teen Titans Go! To the Movies.

### Jogos
- Ela aparece no game Injustice 2 é um jogo de luta feito pela NetherRealm Studios e publicado pela Warner Bros. O jogo foi lançado para Xbox one, Playstation 4 e PC. Assim como o jogo anterior, Injustice 2 possui uma versão para Android.
- Ela aparece nos jogos dos Teen Titans, para PlayStation 2, GameCube e Xbox
- Estelar aparece em DC Universe Online, dublada por Adrienne Mischler.
- Ela é um personagem jogável em LEGO Batman 3: Beyond Gotham.
- Apesar de não ser, oficialmente, um jogo dos Jovens Titãs, o game LEGO Dimensions trazia pacotes oficiais de bonecos e cenários inspirados na animação Jovens Titãs em Ação! Lançada em 2013, voltada para um público um pouco mais jovem que o desenho anterior. O game trazia pacotes com Ciborgue, Robin, Estelar, Ravena, Mutano, Terra, entre outros.[8]